# Штерн, Курт
Курт Штерн (нем. Curt Stern; 30 августа 1902, Гамбург, Германия — 23 октября 1981, Сакраменто, Калифорния, США) — американский и германский зоолог и генетик.
Член Национальной академии наук США (1948).

## Биография
Родился Курт Штерн 30 августа 1902 года в Гамбурге. В конце 1910-х годов он поступил в Берлинский университет, который окончил в 1923 году. 5 лет (с 1923 по 1928 год) не мог найти работу, тогда администрация Берлинского университета пригласила его в качестве научного сотрудника и до 1933 года он работал по своей специальности. В 1933 году в связи с приходом к власти нацистов, был вынужден эмигрировать в США и тут же был зачислен на работу в Рочестерский университет, где отработал 14 лет, при этом с 1941 года он занимал должность профессора. С 1947 по 1970 год Курт Штерн отработал в Калифорнийском университете в Беркли. С 1970 года — на пенсии.
Скончался 23 октября 1981 года в Сакраменто, штат Калифорния.

## Научные работы
Основные научные работы посвящены изучению мутаций генов и кроссинговера у дрозофилы.
- Изучал цитогенетику человека.
- Сформулировал понятие о дозовой компенсации.

## Награды и премии
- 1951 — Стипендия Гуггенхайма
- 1962 — Стипендия Гуггенхайма[6]
- 1963 — Кимберовская премия по генетике
- 1974 — Премия Уильяма Аллана[англ.]